# Jerónimo de Ruão
Jerónimo de Ruão, Jérôme de Rouen en français (Coimbra, 1530 - Lisbonne, 1601), était un architecte de la Renaissance portugaise.
Il était le fils du sculpteur et architecte d'origine française et installé à Coimbra en 1518, Jean de Rouen.

## Biographie
En 1563, il a remplacé Diogo de Torralva comme maître des œuvres du monastère des Hiéronymites jusqu'à sa mort. Il a construit à la demande de la reine Catherine, à partir de 1565, un nouveau chœur dans le style maniériste contrastant avec la nef de l'église, terminé en 1572. Il a construit une fontaine dans le jardin du cloître principal, une terrasse à l'extrémité du dortoir, des galeries du petit cloître. Ces dernières constructions ont été détruites au XIXe siècle. Il a été enterré dans le cloître.
La réalisation de complexe monastique va s'arrêter car les ressources vont devenir rares, le roi Dom Sebastião restreint les dépenses royales aux seules forteresses.
Il a construit à l'initiative de l'infante Marie de Portugal, fille du roi Dom Manuel Ier et d'Éléonore de Habsbourg, dans le style maniériste, l'église de Notre-Dame-de-Lumière de Lisbonne à partir de 1575, peut-être avec l'aide de son père, Jean de Rouen, et Francisco de Holanda.

## Source
- (pt) Cet article est partiellement ou en totalité issu de l’article de Wikipédia en portugais intitulé « Jerónimo de Ruão » (voir la liste des auteurs).